# Edwin Moses
Edwin Corley Moses (Dayton, 31 augustus 1955) is een voormalige Amerikaanse hordeloper en tweevoudig olympisch kampioen op de 400 m horden. Tussen 1977 en 1987 won Moses 107 opeenvolgende finales en 122 opeenvolgende races. Hij verbeterde het wereldrecord op de 400 m horden vijfmaal. Opmerkelijk is dat hij er een vegetarische levensstijl op nahield.

## Biografie

### Jeugd
Moses werd geboren in Dayton en zijn ouders waren onderwijzer. Hij bezocht de Fairview High School in Dayton en wilde later natuurkundige worden. Hierna accepteerde hij een beurs om te gaan studeren aan het Morehouse College in Atlanta. Hij studeerde daar natuurkunde en techniek en was lid van het atletiekteam. Moses specialiseerde zich in eerste instantie op de 440 yd sprint en de 180 yd horden. Morehouse College had geen eigen atletiekbaan, dus trainden ze net buiten de stad.
Vóór maart 1976 liep Edwin Moses slechts eenmaal de 400 m horden, maar toen hij zich daarop begon te focussen, maakte hij snel vooruitgang. Zijn handelsmerk was om dertien (of zelfs twaalf) stappen te nemen tussen elke horde, in plaats van de gebruikelijke veertien, zodat hij kon wegsprinten in de tweede helft van de wedstrijd wanneer zijn rivalen van patroon wisselden.

### Eerste Spelen
Kort nadat hij afstudeerde aan Morehouse, verbeterde hij in de zomer van 1976 bij de olympische selectiewedstrijden het Amerikaanse record op de 400 m horden naar 48,3 s. Hij kwalificeerde zich hiermee voor de Olympische Spelen in Montreal. Alhoewel het zijn eerste internationale wedstrijd was, won hij gelijk goud in de wereldrecordtijd van 47,64.
Nadat hij in 1977 zijn eigen wereldrecord had gebroken, verloor Moses op 26 augustus 1977 in Berlijn tegen Harald Schmid. De week erna versloeg hij Schmid genadeloos met 15 meter voorsprong in Düsseldorf. Dit was de start van een periode van tien jaar, waarin hij op de 400 m horden onverslaanbaar was en continu zijn techniek verbeterde.

### 122 opeenvolgende overwinningen
In 1977 won Edwin Moses de wereldbekerwedstrijd in Düsseldorf. Dit was de eerste wedstrijd van een periode waarin hij niet te verslaan was. Hij won 122 opeenvolgende races, drie wereldbekers, twee WK-titels en nog een gouden medaille op de Olympische Spelen van 1984 in Los Angeles. Ondanks zijn status van onoverwinnelijkheid was er bij Moses, voorafgaand aan zijn olympische race in Los Angeles, blijkbaar toch sprake van enige spanning, getuige de valse start die hij aanvankelijk veroorzaakte. 'Op de baan is iedereen kwetsbaar. Het minste geluidje kan storen. Ik geloof dat mijn valse start door een fotograaf is veroorzaakt', was na afloop zijn commentaar.
Danny Harris was de eerste die Moses na dat decennium op 4 juni 1987 in Madrid kon verslaan. Nadat hij tegen Harris verloor, won hij tienmaal achter elkaar, voordat hij als derde eindigde in de laatste finale in zijn carrière: de Olympische Spelen van 1988 in Seoel. Hier werd hij met 47,56 verslagen door zijn landgenoot Andre Phillips (47,19) en de Senegalees Amadou Dia Bâ (47,23).

### Olympische eed
Op de Spelen van 1984 legde Moses de olympische eed af. Hierbij beloven sporters, dat ze een eerlijke wedstrijd zullen strijden. Hier had hij grote moeite mee, want hij vergat zijn tekst.

### Na de atletiek
Nadat hij stopte met lopen, deed Moses mee aan de wereldbeker 1990 bobsleeën in Winterberg. Hij won samen met Brian Shimer de bronzen medaille.
In 2012 werd hij opgenomen in de IAAF Hall of Fame.

## Titels
- Wereldkampioen 400 m horden - 1983, 1987
- Olympisch kampioen 400 m horden - 1976, 1984
- Amerikaans kampioen 400 m horden - 1977, 1979, 1981, 1983, 1987
- AAA-kampioen 400 m horden - 1979

## Wereldrecords
- 47,65 - Montreal, 25 juli 1976
- 47,64 - Montreal, 25 juli 1976
- 47,45 - Westwood, 11 juni 1977
- 47,13 - Milaan, 3 juli 1980
- 47,02 - Koblenz, 31 augustus 1983

## Persoonlijke records
| Onderdeel    | Prestatie | Datum            | Plaats  |
| ------------ | --------- | ---------------- | ------- |
| 400 m        | 45,60 s   | 16 augustus 1977 | Brussel |
| 800 m        | 1.48,98   | 1983             |         |
| 110 m horden | 13,64 s   | 1978             | Brussel |
| 400 m horden | 47,02 s   | 31 augustus 1983 | Koblenz |

## Palmares

### 400 m
- 1977:  Memorial Van Damme - 45,60 s

### 110 m horden
- 1978:  Memorial Van Damme - 13,64 s

### 400 m horden
- 1976:  OS - 47,63 s
- 1977:  Amerikaanse kamp. - 47,45 s
- 1977:  Wereldbeker - 47,58 s
- 1978:  Memorial Van Damme - 48,51 s
- 1979:  Amerikaanse kamp. - 47,89 s
- 1979:  Wereldbeker - 47,53 s
- 1981:  Amerikaanse kamp. - 47,59 s
- 1981:  Wereldbeker - 47,37 s
- 1983:  Amerikaanse kamp. - 47,84 s
- 1983:  WK - 47,50 s
- 1984:  OS - 47,75 s
- 1986:  Goodwill Games - 47,94 s
- 1987:  Adriaan Paulen Memorial - 48,08 s
- 1987:  Amerikaanse kamp. - 47,99 s
- 1987:  WK - 47,46 s
- 1988:  OS - 47,56 s

### 4 x 400 m
- 1983: 6e WK - 3.05,29

## Onderscheidingen
- Jesse Owens Award - 1981
- James E. Sullivan Award - 1983
- National Track and Field Hall of Fame - 1994
- IAAF Hall of Fame - 2012

1900: John Tewksbury ·
1904: Harry Hillman ·
1908: Charles Bacon ·
1920: Frank Loomis ·
1924: Morgan Taylor ·
1928: David Burghley ·
1932: Bob Tisdall ·
1936: Glenn Hardin ·
1948: Roy Cochran ·
1952: Charles Moore ·
1956: Glenn Davis ·
1960: Glenn Davis ·
1964: Rex Cawley ·
1968: David Hemery ·
1972: John Akii-Bua ·
1976: Edwin Moses ·
1980: Volker Beck ·
1984: Edwin Moses ·
1988: André Phillips ·
1992: Kevin Young ·
1996: Derrick Adkins ·
2000: Angelo Taylor ·
2004: Félix Sánchez ·
2008: Angelo Taylor ·
2012: Félix Sánchez ·
2016: Kerron Clement ·
2020: Karsten Warholm ·
2024: Rai Benjamin
1983 Edwin Moses ·
1987 Edwin Moses ·
1991 Samuel Matete ·
1993 Kevin Young ·
1995 Derrick Adkins ·
1997 Stéphane Diagana ·
1999 Fabrizio Mori ·
2001 Félix Sánchez ·
2003 Félix Sánchez ·
2005 Bershawn Jackson ·
2007 Kerron Clement ·
2009 Kerron Clement ·
2011 David Greene ·
2013 Jehue Gordon ·
2015 Nicholas Bett ·
2017 Karsten Warholm ·
2019 Karsten Warholm ·
2022 Alison dos Santos ·
2023 Karsten Warholm
- Bibliothèque nationale de France: cb14042561m (data)
- World Athletics: 14358126
- Library of Congress Control Number: no2003037575
- Virtual International Authority File: 24287045
- WorldCat: E39PBJyRFpCQxyqyPVx63QFh73